# Pierre Koenig
Pierre Koenig (São Francisco, 17 de outubro de 1925 - 4 de abril de 2004) foi um arquiteto americano.
Koenig estudou na Escola de Engenharia da Universidade do Utah e, depois na Universidade do Sul da Califórnia, onde se diplomou em arquitetura.
Seus projetos mais influentes foram parte do movimento das "Case Study Houses" (1945-1966) lançado por John Entenza, editor da revista Arts & Architecture, que acabou por englobar 26 residências. Em 1957, Entenza desafiou Koenig a aplicar materiais industriais a dois projetos residenciais.
Koenig criou dois protótipos de casas modernas que se assemelham a cubos de Rubik. O primeiro, Casa de Estudo de Caso número 21, abria mão do conceito tradicional de gramado e entrada.
O segundo, Estudo de Caso número 22, obra que foi concluída em 1960, foi ancorado a um lote em Hollywood Hills que até então era visto como inviável para construção.
Ela oferecia surpresas a cada canto. Imortalizada numa célebre foto arquitetônica feita por Julius Schulman, a casa inclui uma dramática sala de estar envidraçada que se projeta para fora de uma colina, oferecendo uma vista em 270 graus da cidade de Los Angeles espalhada abaixo dela.